# Gänserndorf
Gänserndorf est une ville autrichienne, le siège administratif du district de Gänserndorf en Basse-Autriche.

## Géographie
La ville appartenant à la région du Weinviertel se trouve à environ 20 km au nord-est de Vienne, dans la plaine de la Morava (Marchfeld). L'agriculture dans les environs est caractérisé par le climat pannonien, avec l'arboriculture, la culture maraîchère et la viticulture.
Gänserndorf est connectée à la capitale autrichienne par la route B8, l’Angerer Straße, et par une ligne de chemin de fer, la Nordbahn reliant Vienne à Břeclav en Tchéquie. La gare de Gänserndorf possède un raccordement direct avec le réseau de la S-Bahn de Vienne. Au cours des dernières années, le nombre de résidents a fortement augmenté.

## Histoire

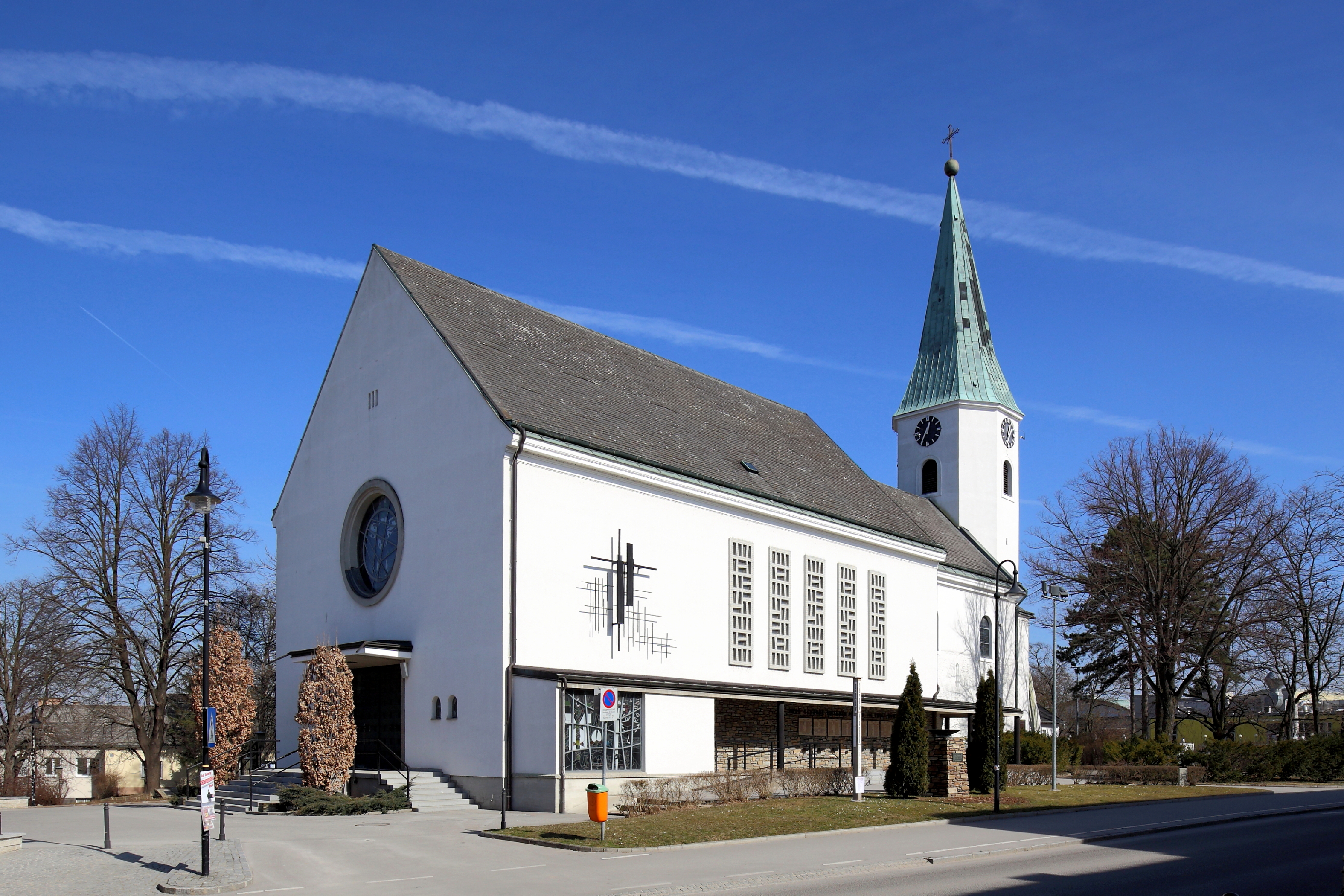
L'église paroissiale.

Le village de Genstribindorf dans le margraviat d'Autriche est mentionné pour la première fois dans un document du 10 février 1115 ; les fondations de l'église paroissiale datent du XIIIe siècle. Avec l'inauguration de la Nordbahn en 1838, la ville a commencé à prospérer. Gänserndorf devint le chef-lieu du district du même nom en 1901.
Durant la guerre austro-prussienne, le 31 juillet 1866, un grand défilé des troupes prussiennes victorieuses en présence du roi Guillaume Ier eu lieu près de Gänserndorf. Johann Gottfried Piefke, musicien militaire bien connu, et son frère Rudolf ont tous deux défilés à la tête du corps musical. Selon la légende, les Viennois auraient crié « Les Piefkes arrivent ! », qui a été plus tard le terme péjoratif (ethnophaulisme) utilisé par les Autrichiens pour désigner des personnes d'origine allemande. 

## Personnalités
- Wilhelm Exner (1840-1931), ingénieur et spécialiste de sciences forestières, président d’honneur de l’Association autrichienne des métiers.

## Jumelage
- Malacky (Slovaquie)